# 千葉県道134号稲毛停車場稲毛海岸線
千葉県道134号稲毛停車場稲毛海岸線（ちばけんどう134ごういなげていしゃじょういなげかいがんせん）は、千葉県千葉市稲毛区稲毛東のJR稲毛駅前を起点とし、千葉県道133号稲毛停車場穴川線との交点を経て、千葉市稲毛区稲毛の国道14号、国道357号との交点である「稲毛浅間神社前」を終点とする一般県道である。

## 路線概要
- 起点：千葉市稲毛区稲毛東、JR稲毛駅前
- 終点：千葉市稲毛区稲毛、「稲毛浅間神社前」交差点

## 通過する自治体
- 千葉県
  - 千葉市（稲毛区）

## 重複するおもな道路
- 千葉県道133号稲毛停車場穴川線（起点 - 千葉市稲毛区稲毛東）

## 接続するおもな道路
- 千葉県道133号稲毛停車場穴川線（千葉市稲毛区稲毛東）
- 国道14号・国道357号（千葉市稲毛区稲毛、終点）

## 沿線
- 京成千葉線 京成稲毛駅
- 稲毛公園